# 赤西仁
赤西仁（1984年7月4日—），出身於日本東京都江東區，獨立藝人，在2001年3月至2010年8月期間為日本男子組合KAT-TUN成員。退出後以個人身分進行演唱、表演等等相關活動。

## 早年經歷
他曾就讀於東京都立志舍高等學校，後因進入演藝界而中途退學。
1998年11月8日接受傑尼斯事務所的面試。從小就對演藝圈有些好奇，在一次的機緣下，看到在电视上表演的錦戶亮，抱著好玩的心情報名了事務所，並沒有特別想進入，只是想試試看而已。果然，最後的結果是沒錄取，但因為參賽的號碼牌忘記歸還，就询问了旁边的一位怪爷爷，不料那就是強尼·喜多川，“你是1号啊，You也留下来吧。”因此被相中，而奇蹟似的開始了不一樣的生活，就此好像注定似的進入了Artist的異想世界。

## 演藝經歷
在2001年用作為堂本光一的伴舞者，後來被選結成了KAT-TUN。2005年1月，電視劇《極道鮮師2》與龜梨和也一同演出。
2005年1月12日，赤西仁出席了20歲的成人式，出席的立會人是TOKIO的國分太一，同期成年式參與者有小山慶一郎、生田斗真、錦戶亮、安田章大。
2005年2月22日赤西仁參演在日本電視台播送的電視劇《熟女真命苦》。2006年3月22日，KAT-TUN發行首張單曲《Real Face》，正式出道。
2005年5月14日，赤西仁因正在進行日本電視台劇集《熟女真命苦》的攝影故未能全程參與舞台劇《Hey! Say! Dream Boy》的演出，在5月14日謝幕時有出現打招呼，並在隔日5月15日終場參與演出。
2006年10月12日，媒體報導赤西仁將休止今年內的活動，當晚事務所網站公告其將暫停活動到洛杉磯留學。13日赤西本人於事務所內召開記者招待會，宣布並非引退或退團。但未說明復歸日期，及未承諾必定復歸，留給媒體更多的討論空間。
2006年10月16日，赤西仁出國到洛杉磯留學。2007年4月19日，活動休止的赤西仁歸國。20日，6名成員於六本木召開記者會，宣布復歸後先於5人正進行的巡迥演唱會中的仙台站以客串身份露面，並於5月3日大阪場開始參與演出；完整的6人公演是6月開始的四場巨蛋公演。
2007年10月16日，赤西仁復歸後所主演的連續劇《有閑俱樂部》於晚上10時首播，共演者有田口淳之介以及橫山裕。
2007年12月24日正午至12月25日正午，赤西仁與田口淳之介擔任日本放送廣播網《RADIO CHARITY MUSICTHON》24小時現場實況的慈善勸募活動的節目主持人。KAT-TUN所有成員於25日會合。
2008年4月，憑日本電視台連續劇《有閑俱樂部》得到日刊體育報·電視劇最高獎主演男演員獎。2008年7月5日，赤西仁出席其擔當日語配音的電影《SPEED RACER》新宿首映會，現場約1000名粉絲為其慶賀24歲生日，與電影相輝映的馬哈號生日蛋糕並於會場中展示。
2008年10月28日，宣布赤西仁主演由小林武史執導、岩井俊二擔任腳本跟監督的電影《BANDAGE》，電影是描述有關90年代樂團LANDS的成長過程，預計赤西仁將單飛以劇中LANDS主唱身份發行唱片。電影將於11月3日開鏡，2010年1月16日上映。
2009年7月12日，獲得《CDTV》最佳戀人5連霸冠軍。2009年9月8日，發表赤西與小林武史組團LANDS，將以電影同名《BANDAGE》出唱片，秋季發售。電影隔年1月16日上映。2009年9月23日，出版的女性雜誌《an･an》里，赤西仁首次全裸出鏡。
2009年11月2日，電影《BANDAGE》舉辦試映會，約30萬人參與1000個機會的抽票。在電影播畢後，赤西連同LANDS成員當場驚喜表演了現場演唱，並開始記者會公開宣傳。2009年11月19日，發表赤西於2010年2月7日至28日於東京《日生劇場》舉辦首次個人演唱會，標題《友&仁（You & Jin）》以美國拉斯維加斯歌舞秀為設計藍本，共計32場公演。
2009年11月25日，以《LANDS》的名義發表《BANDAGE》主題曲。2010年1月13日，赤西率同BANDAGE眾演員均身著和服、連同導演小林武史，至東京芝公園的芝東照宮祈願，期望BANDAGE電影票房開出紅盤。當天同為以LANDS名義發行之專輯《Olympos》發行日。
2010年1月16日，電影BANDAGE在全日本216座戲院公映。赤西連同北乃紀伊、柴本幸、笠原秀幸、杏及導演小林武史在東京六本木與觀眾面對面會見。公布亞洲在韓國及台灣上映，並由韓國改編成電視劇。电影还未上映，大部分电影院已然连门票都已经卖完，而不得不紧急昼夜加印门票，以便能够赶上2009年12月上旬的预订。同时，电影将在台湾和韩国上映。
2010年1月19日，赤西仁作为电影《BANDAGE》主演以及乐队LANDS的一员在东京涉谷AX举行了一夜限定的演唱会，2场演出一共吸引了2800名观众。超过7万名歌迷用主题曲CD中附有的明信片和预售票的贴纸应征了这个活动，但是最后获得门票的幸运儿只有50比1。
2010年1月25日，赤西連同北乃及小林導演在東京六本木舉行全國39所劇院現場連線舞台見面會，《39》是Thank You諧音之意。
2010年2月8日至10日，8日赤西的個人演唱會《赤西仁 Star Live 友&仁 You & Jin》於日生劇場開幕。9日開放記者採訪，10日新聞報導，在演唱赤西自己作詞作曲的18曲中，15曲為英文歌詞。演唱會以類似拉斯維加斯秀場的表演方式進行。公演到28日為止，共計32場。
2010年3月26日，電影BANDAGE在台灣以《樂團年代》為名上映。22日舉辦的特映會現場約1500名粉絲齊聚打氣。2010年6月19日6月20日《You&Jin》在美國洛杉磯club nokia舉辦三場公演，並於最後一場終場時宣布將在9、10月於美國七大城市舉辦巡迴演出：紐約市、芝加哥、拉斯維加斯、休士頓、舊金山、安那翰及洛杉磯。
2010年7月20日，赤西仁在傑尼斯手機官網日記中，承認他現在的狀況為單獨活動，並對於其他成員的表達道歉與感謝之意。2010年7月28日，赤西仁主演電影《BANDAGE》DVD豪華版在7月23日發售，銷售量初週達3萬7000張，成銷售總合首位。
2010年8月31日，日本傑尼斯官方網站正式將赤西仁從《KAT-TUN》部分移出。
2010年10月3日在東京Zepp Tokyo為歌迷會舉行為期兩天一連4場的《We'll be together with you!》壯行會迷你個唱，共有10,800名觀眾来到現場支持，而這1萬多名粉絲是從23萬通應募券中抽選出来的。個唱上演唱了 《Body Talk》、 《Hey Girl》、《Eternal》、《WONDER》、《A Page》等在内的8首歌曲，大部分以英文歌為主，並透露2011年初會推出首張個人專輯及在日本國内開巡迴演唱会。壯行會的晚上部分，好友錦戶亮意外地手捧花束來到現場，和赤西合唱了《Hey Girl》。
2010年10月4日，官方網站更新赤西仁的美國巡演定名為“YELLOW GOLD TOUR 3010”，在全美總共5个地方舉辦巡演。11月7日在芝加哥拉開帷幕，10日在舊金山，13日在休士頓，16日在洛杉磯，21日在紐約舉行。
2012年2月9日，事務所證實赤西仁已在2月2日與黑木美纱辦理結婚手續，成為正式夫妻。2012年9月23日，黑木誕下女嬰。
2013年6月11日，網路上流出赤西仁與黑木美纱的愛女照片，其女英文名字為Theia。同年6月23日，宣布同年8月隔1年5個月出新單曲，活動再開。
2014年3月1日，宣布不再與傑尼斯事務所續約，並以獨立藝人身份繼續藝能活動。

### 獨立活動時期
2014年7月4日，赤西仁官網開通，粉絲俱樂部JIP也正式上線。
2016年，和山田孝之組成JINTAKA，並發行單曲《Choo Choo SHITAIN》。
2019年12月6日，與錦戶亮組成N/A，並宣布於隔年5月於夏威夷舉行演唱會，後因COVID-19疫情而取消。
2020年4月22日，發行個人首張專輯《OUR BEST》，並在5月4日的公信榜週專輯排行榜上第二次奪得冠軍。
2021年10月14日起，他的首個冠名節目《JIN & JULES Powered by NO GOOD TV》在Hulu播出。
2022年12月12日，在東京花園劇場舉辦JIN AKANISHI Christmas Live 2022演唱會。
2021年2月27日，強尼·喜多川過世後，發表單曲《Johnny》，於2023年3月7日，被bbc記者Mobeen Azhar質疑，這是一首對強尼·喜多川有複雜情感的情歌。

## 音樂作品

### 單曲
- 《BANDAGE》（2009年11月25日）- 以LANDS名義演出
- 《Eternal》（2011年3月2日）
- 《Test Drive》（2011年12月7日）- ft. Jason Derulo - 1st英語單曲
- 《Seasons》（2011年12月28日）
- 《Sun Burns Down》（2012年1月24日） - 2nd英語單曲
- 《HEY WHAT'S UP?》（2013年8月7日）
- 《アイナルホウエ》（2013年10月2日）
- 《Good Time》（2014年8月6日）
- 《Choo Choo SHITAIN》（2016年9月21日）-與山田孝之以JINTAKA名義演出

### 專輯
- 《Olympos》（2010年1月13日）- 以LANDS名義演出
- 《Japonicana》（2012年3月7日）- 英語專輯
- 《#JustJin》（2013年11月6日）
- 《Me》（2015年6月24日）
- 《Audio Fashion》（2016年6月22日）
- 《OUR BEST》（2020年4月22日）
- 《NO GOOD》（2020年8月21日）- 與錦戶亮以N/A名義發行

### 迷你專輯
- 《Mi・Amor》（2014年11月12日）

### DVD & Blue-ray
- 《Yellow Gold Tour 3011》（2011年5月4日）
- 《JIN AKANISHI JAPONICANA TOUR 2012 IN USA 〜全米ツアー・ドキュメンタリー〜》（2013年9月25日）
- 《Jin Akanishi's Club Circuit Tour》（2014年4月2日）
- 《JIN AKANISHI “JINDEPENDENCE” TOUR 2014》（2015年8月12日）
- 《JIN AKANISHI LIVE TOUR 2015 ～Me～》（2015年11月18日）
- 《JIN AKANISHI LIVE TOUR 2016〜Audio Fashion Special〜 in MAKUHARI》(2017年3月15日)
- 《JIN AKANISHI LIVE 2017 in YOYOGI 〜Résumé〜》(2017年9月6日)
- 《JIN AKANISHI "JINDEPENDENCE" TOUR 2018》(2019年3月13日)
- 《JIN AKANISHI "10th Anniversary Live 2023"》(2024年7月31日)
- 《JIN AKANISHI LIVE 2024 "WEEKEND"》(2025年6月18日)

### 個人歌曲
- Hesitate（作詞）
- ムラサキ（作詞作曲）(收錄於單曲《Eternal》)
- care（作詞作曲）(收錄於專輯《Break the Records -by you & for you-》)
  - 此曲原名為"I know"。當初在2005年演唱會表演此曲，但因歌迷徇眾要求下，決定2009年新大碟重灌此曲。
- ha-ha（作詞）
- pinky（作詞，英文作詞）
- LOVEJUICE（作詞，全英文詞）(收錄於單曲《DON'T U EVER STOP初回限定盤2》)
- WONDER（赤西仁feat. Crystal Kay）（作詞WITH Crystal Kay、Josh，全英文詞）(2009演唱會上SOLO曲)
- HELPLESS NIGHT（Crystal Kay feat. Jin Akanishi）（與Crystal Kay一起作詞）（收錄在Crystal Kay的專輯《BEST of CRYSTAL KAY》中）
- Eternal（作詞作曲）(收錄於單曲《Eternal》)
- 勇気（與岩井俊二、小林武史一起作詞）(收錄於專輯《Olympos》)
- A Page (作詞作曲編曲)（收錄於單曲《Love yourself～君が嫌いな君が好き～初回限定盤》Disc 2)
- Christmas Morning (作詞作曲編曲)
- Keep it up（作詞）
- I.N.P（作詞作曲）
- Adjust the love (作詞作曲編曲)
- Paparats（作詞）
- Hey Girl（作詞作曲）（與錦戶亮共同創作）
- My MP3（作詞）
- RESET（作詞作曲）
- Seasons （作詞作曲）

### 為KAT-TUN提供之歌曲
- LOVE or LIKE（作詞）(收錄於專輯《cartoon KAT-TUN II You初回限定盤》Disc 2)
- TEN-G（和田中聖合作作詞）（未CD化）
- Will Be All Right（作詞）(收錄於單曲《Real Face》通常盤/初回附加版本)
- BUTTERFLY（和上田龍也合作作詞）（收錄於專輯《Best of KAT-TUN》)
- THE D-MOTION（作詞，英文作詞)（收錄於單曲《Love yourself～君が嫌いな君が好き～》)

## 演出作品
- 粗體字為主演

### 電視劇
- 真情姊妹花（ベストフレンド）（1999年10月18日 - 12月13日，朝日電視台）飾演 澀谷涼太
- 霓裳夢想家（晴れ着、ここ一番）（2000年3月31日 - 6月16日，NHK）飾演 藍原大和
- 搶錢大作戰（お前の諭吉が泣いている）（2001年2001年1月11日 - 3月15日，朝日電視台）飾演 井上直人
- 極道鮮師2（ごくせん2）（2005年1月 - 3月，日本電視台）飾演 矢吹隼人
- 熟女真命苦（anego アネゴ）（2005年4月 - 6月，日本電視台）飾演 黒澤明彥
- 有閑俱樂部（有閑倶楽部）（2007年10月 - 12月，日本電視台）飾演 松竹梅魅錄
- 凌云志（2023年4月，中國）飾演 二郎神楊岩

### 網路影集
- 浪漫匿名者（預計 2025年10月上線、Netflix）飾演 高田寬

### 單元劇
- 熱血戀愛道（熱血恋愛道）（1999年1月 - 5月，日本電視台）飾演 鈴木延彦（第2話出演）
- 青春男孩（っポイ! ）第二話（1999年5月16日，日本電視台） 飾演 村田
- 恐怖星期天「淹死的少年」（怖い日曜日 「水死した少年」）第三話（1999年7月 - 9月，日本電視台）飾演 O君
- 恐怖星期天「行動電話」（怖い日曜日「携帯電話」）第九話（1999年9月4日，日本電視台）飾演 D君
- 恐怖星期天〜新章〜「海星」（怖い日曜日〜新章〜「ヒトデ」）第三話（1999年10月17日，日本電視台）飾演 F先生
- 恐怖星期天〜新章〜「『八甲田山』的恐怖腳步聲」（怖い日曜日〜新章〜「『八甲田山』襲いかかる足音の恐怖」）第十二話（1999年12月19日，日本電視台）
- 恐怖星期天〜2000〜（怖い日曜日〜2000〜）（2000年7月 - 11月，日本電視台） 導航員
  - 「『最終話』靈界是存在的」（「『最終話』異界は存在する…」）
- 太陽不西沉（太陽は沈まない）第六話（2000年5月18日，富士電視台） 飾演 少年
- 史上最惡的約會 11th DATE（史上最悪のデート 11th DATE）（2001年2月18日，日本電視台） 飾演 萬次郎
- 聖誕節最討厭了！（Xmasなんて大嫌い）（2004年12月13日 - 12月16日，日本電視台） 飾演 北川翔
- 熟女真命苦～ 特別篇（anego～アネゴ～ 特別篇）（2005年12月28日，日本電視台） 飾演 黑澤明彦
- 午夜計程車2 第十集（2016年2月3日，優酷、土豆） 飾演 乘客

### 電視節目
- cartoon KAT-TUN (冠名常態節目)　由KAT-TUN六人共同演出
- 少年倶楽部（NHK）
- ウタワラ（歌笑）（NTV）
- KAT-TUNだ!～グラチャン応援プロジェクト～ 2005/09～2005/11
- KAT-TUNx3（NTV），2005/07/30～2005/08/06
- 裸之少年，2001/04

### 配音
- 2008年 電影《極速賽車手》（日語配音版） 飾演 駭速

### 電影
- BANDAGE（2010年1月16日上映）飾演 高杉夏
- 四十七浪人（延至2013年上映）飾演 大石主稅

### 廣播
- KAT-TUN STYLE（2007年10月1日 - 2008年3月28日，日本放送）
- 第33回 RADIO CHARITY MUSICTHON（2007年12月24日 - 25日，日本放送）
- LANDS的All Night Nippon〜電影「BANDAGE」Special〜（2010年1月15日，日本放送）

### 廣告
- FT資生堂 防曬乳《SEABREEZE》（2001年，與星野真里、森雄介共演）
- LOTTE
  - 《爽》冰淇淋（2001年，與瀧澤秀明共演）
  - 《CRUNKY》巧克力棒（2002年-2005年）
  - 《PLUSＸ》 （2003年-2009年）
- 任天堂 《Dance Dance Revolution with MARIO》跳舞機（2005年7月）
- 大塚製藥 提神飲料《奧樂蜜C》（オロナミンＣ）「假如我是校長先生」篇（2005年7月）
- 日本電視台《世排應援宣傳》（2005年）
- 樂敦製藥
  - 《鮮摘果實護唇膏》（もぎたて果実護脣膏）（2005年）
  - 《C3隱形眼鏡護理液》（Ｃキューブシリーズ）隱形眼鏡藥水（2005年）
  - 水份潤唇膏系列 潤唇膏（ウォーターリップ セセラ 護脣膏）（2006年）
  - 天使的唇 潤唇膏（天使のくちびる 護脣膏）（2006年）
  - OXY（2006年 - 2009年）
- NTT DoCoMo
  - 《FOMA 902i》手機《拉麵》（ラーメン）篇（2005年）
  - 《FOMA 902i》手機《手機錢包》（おサイフケータイ）篇（2006年）
  - 《new 9》手機系列《動き出すレジ》篇（2006年）
  - 《FOMA 903i》手機《MUSIC》篇（2006年）
  - 《企業廣告》『我們的自由』（ぼくたちの自由）篇（2007）
  - 《企業廣告》『溫柔的未來』（優しい未来）篇（2008年）
- MTI（music.jp） 顏文字圖版《DECOTOMO DX》（2009年）
  - 為什麼奢侈？臉紅篇（なんでデラックス？べにほっぺ篇）(2009年)
  - 為什麼奢侈？紋付羽織袴篇（なんでデラックス？紋付はかま篇） (2010年)

### 演唱會
有關仍是KAT-TUN成員時所參與的演唱會演出，請參照KAT-TUN頁面
- 赤西仁 Solo Live 友&仁(You&Jin)

| 日期                   | 演唱會站次 | 舉行地點 |
| 2010年2月7日 ‐ 2月28日 | 東京站     | 日生劇場 |

- 赤西仁 友&仁(YOU&JIN) U.S.A.

| 日期                    | 演唱會站次 | 舉行地點           |
| 2010年6月19日 ‐ 6月20日 | 美國站     | Club Nokia LA Live |

- Yellow Gold Tour 3010

| 日期           | 演唱會站次 | 舉行地點         |
| 2010年11月7日  | 芝加哥站   | Rosemont Theatre |
| 2010年11月10日 | 舊金山站   | The Warfield     |
| 2010年11月13日 | 休斯頓站   | House of Blues   |
| 2010年11月16日 | 洛杉磯站   | Club Nokia       |
| 2010年11月21日 | 紐約站     | Best Buy Theater |

- Yellow Gold Tour 3011 赤西仁 全美巡迴凱旋LIVE 3011

| 日期                    | 演唱會站次 | 舉行地點       |
| 2011年1月14日 - 1月16日 | 琦玉站     | 埼玉超級競技場 |
| 2011年1月21 - 1月23日   | 大阪站     | 大阪城展演廳   |
| 2011年2月11日 - 2月13日 | 東京站     | 武道館         |
| 2011年2月15日 - 2月17日 | 神戶站     | 世界紀念館     |

- Japonicana Tour

| 日期          | 演唱會站次 | 舉行地點                   |
| 2012年3月9日  | 洛杉磯站   | Club Nokia                 |
| 2012年3月10日 | 溫哥華站   | Centre For Performing Arts |
| 2012年3月12日 | 檀香山站   | Hawaii Theater             |
| 2012年3月15日 | 紐約站     | Best Buy Theater           |
| 2012年3月17日 | 舊金山站   | The Regency Ballroom       |

- Jin Akanishi's Club Circuit 2013

| 日期                      | 演唱會站次 | 舉行地點           |
| 2013年11月12日 - 11月14日 | 東京站     | 新木場STUDIO COAST |
| 2013年11月26日 - 11月27日 | 福岡站     | Zepp Fukuoka       |
| 2013年12月4日 - 12月5日   | 札幌站     | Zepp Sapporo       |
| 2013年12月9日 - 12月10日  | 名古屋站   | Zepp Nagoya        |
| 2013年12月17日 - 12月19日 | 大阪站     | Zepp Namba         |

- JIN AKANISHI “JINDEPENDENCE” TOUR 2014

| 日期                      | 演唱會站次 | 舉行地點              |
| 2014年11月11日            | 札幌站     | Zepp Sapporo          |
| 2014年11月21日 - 11月23日 | 名古屋站   | Zepp Nagoya           |
| 2014年11月19日            | 大阪站     | Dojima River Forum    |
| 2014年11月25日            | 福岡站     | Zepp Fukuoka          |
| 2014年11月27日 - 11月28日 | 東京站     | Zepp Diver City       |
| 2014年12月1日 - 12月2日   | 東京站     | Zepp Tokyo            |
| 2014年12月20日            | 中國上海站 | 梅賽德斯-奔馳文化中心 |

- JIN AKANISHI LIVE TOUR 2015 －Me－

| 日期                    | 演唱會站次 | 舉行地點                     |
| 2015年7月3日            | 埼玉站     | 和光市民文化中心 Sun Azalea  |
| 2015年7月9日 - 7月10日  | 大阪站     | 大阪府立國際會議場 主廳      |
| 2015年7月12日           | 千葉站     | 市川市文化會館               |
| 2015年7月18日           | 福岡站     | 福岡市民會館                 |
| 2015年7月27日           | 東京站     | 東京國際論壇 Hall A          |
| 2015年8月1日            | 神奈川站   | 横須賀藝術劇場               |
| 2015年8月9日            | 福岡站     | HARMONIE CINQ 北九州太陽大廳 |
| 2015年8月13日           | 北海道站   | 心動假日大廳(札幌市民大廳)   |
| 2015年8月15日           | 新潟站     | 新潟縣民會館                 |
| 2015年8月16日           | 櫪木站     | 栃木縣總合文化中心 主廳      |
| 2015年8月21日           | 三重站     | 四日市市文化會館 第一大廳    |
| 2015年8月23日           | 宮城站     | 仙台太陽廣場大廳             |
| 2015年8月29日 - 8月30日 | 大阪站     | 大阪府立國際會議場 主廳      |
| 2015年9月5日            | 愛知站     | Aiplaza豊橋 大廳(講堂)       |
| 2015年9月11日           | 東京站     | 奧林巴斯大廳八王子           |
| 2015年9月24日 - 9月25日 | 東京站     | 涉谷公會堂(涉谷公會堂FINAL)  |
| 2015年10月6日           | 中國上海站 | 梅賽德斯-奔馳文化中心        |

- JIN AKANISHI LIVE TOUR 2016 ～Audio Fashion～

| 日期                  | 演唱會站次 | 舉行地點                         |
| 2016年7月9日-7月10日  | 埼玉站     | 三郷市文化会館                   |
| 2016年7月13日         | 愛知站     | 日本特殊陶業市民會館 Forest Hall |
| 2016年7月16日         | 石川站     | 本多之森Hall                     |
| 2016年7月18日         | 廣島站     | 廣島JMS Aster Plaza 大Hall       |
| 2016年7月23日         | 宮城站     | 仙台太陽廣場大廳                 |
| 2016年7月31日         | 神奈川站   | 横須賀芸術劇場                   |
| 2016年8月11日-8月12日 | 北海道站   | 心動假日大廳(札幌市民大廳)       |
| 2016年8月13日         | 神奈川站   | 相模女子大學Green Hall           |
| 2016年8月14日         | 埼玉站     | 維斯塔川越                       |
| 2016年8月20日         | 東京站     | 東京國際論壇 Hall A              |
| 2016年8月21日         | 岐阜站     | 長良川國際會議場                 |
| 2016年8月26日         | 兵庫站     | 神戸國際會館國際廳               |
| 2016年8月27日         | 滋賀站     | 滋賀縣立藝術劇場 琵琶湖廳        |
| 2016年9月4日          | 千葉站     | 松戸・森之Hall 21                |
| 2016年9月7日          | 東京站     | 中野太陽廣場                     |
| 2016年9月7日          | 福岡站     | 福岡市民會館                     |
| 2016年9月15日-9月16日 | 大阪站     | 大阪節慶音樂廳                   |
| 2016年9月18日         | 新潟站     | 新潟縣民會館                     |
| 2016年9月23日         | 東京站     | 東京國際論壇 Hall A              |
| 2016年10月22日        | 中國上海站 | 上海國際體操中心                 |
| 2016年11月5日         | 澳門站     | 金光綜藝館                       |

- JIN AKANISHI LIVE 2017 in YOYOGI ~Résumé~

| 日期           | 舉行地點                   |
| 2017年5月5-6日 | 代代木國立競技場第一體育館 |

- JIN AKANISHI “JINDEPENDENCE” TOUR 2018（2018 年 4 月 30 日 - 5 月 24 日）
- JIN AKANISHI“THANK YOU”TOUR 2019（2019 年 4 月 6 日 - 5 月 30 日）
- Jin Akanishi Online Live 2021 “Our Hour”（2021 年 12 月 25 日）
- JIN AKANISHI Christmas Live 2022（2022 年 12 月 23 日，東京花園劇場）
- JIN AKANISHI 10th Anniversary Live 2023（2023 年 7 月 1 日 - 7 月 2 日，國立代代木競技場 第一體育館）

### 舞台劇
- MILLENNIUM SHOCK（2000年11月，帝國劇場）
- SHOW劇 SHOCK（2001年12月1日－2002年1月27日，帝國劇場）
- SHOW劇 SHOCK（2002年6月4日－6月28日，帝國劇場）
- ANOTHER（2002年8月） 飾演 遊客
- SHOCK〜is Real Shock〜（2003年1月8日－2月25日，帝國劇場）
- DREAM BOY “KAT-TUN&關8篇”（2004年5月8日 - 5月7日，梅田藝術劇場）
- Hey! Say! Dream Boy（2005年5月15日，梅田藝術劇場）（只於終場參與演出）
- KAT-TUN vs 關西傑尼斯8 Musical Dream Boys（2006年1月3日 - 1月29日，帝國劇場）

## 外部連結
- 日本華納音樂 - 赤西 仁
- 赤西仁的X（前Twitter）
- Youtube - Official Jin Akanishi Channel （页面存档备份，存于）
- Facebook Official Page - JinAkanishiMusic （页面存档备份，存于）